# 15921 Kintaikyo
15921 Kintaikyo (1997 VP) là một tiểu hành tinh vành đai chính được phát hiện ngày 1 tháng 11 năm 1997 bởi A. Nakamura ở Kuma Kogen.